# Rho Piscium
Rho Piscium (93 Piscium) é uma estrela na direção da constelação de Pisces. Possui uma ascensão reta de 01h 26m 15.28s e uma declinação de +19° 10′ 20.4″. Sua magnitude aparente é igual a 5.35. Considerando sua distância de 85 anos-luz em relação à Terra, sua magnitude absoluta é igual a 3.27. Pertence à classe espectral F2V:var.